# Utetheisa
Utetheisa (лат.) — род совкообразных ночных бабочек из подсемейства медведиц (Arctiinae) семейства Erebidae. Распространение рода всесветное, исключая арктические и бореальные области. Гусеницы полифаги. В роде насчитывают 60 видов. Род монофилитический. Род относят к подтрибе Callimorphina, либо к подтрибе Nyctemerina трибы Arctiini подсемейства медведиц (Arctiinae) семейства Erebidae. Однако подтрибу Callimorphina иногда рассматривают в качестве трибы Callimorphini, подтрибу Nyctemerina — трибы Nyctemerini, а подсемейство Arctiinae часто выделяют в отдельное семейство Arctiidae.
Гусеницы многих видов Utetheisa питаются листьями растений рода Crotalaria из семейства бобовых. Взрослые особи обычно имеют яркую апосематическую окраску и содержат токсичные пирролизидиновые алкалоиды, которые используются в качестве химической защиты, а также включаются в половые феромоны самцов.
Подрод Utetheisa
- Utetheisa amhara Jordan, 1939
- Utetheisa antennata Swinhoe, 1893
- Utetheisa clareae Robinson, 1971
- Utetheisa connerorum Roque-Albelo & Landry, 2009
- Utetheisa cruentata (Butler, 1881)
- Utetheisa devriesi Hayes, 1975
- Utetheisa diva (Mabille, 1879)
- Utetheisa elata (Fabricius, 1798)
  - Utetheisa elata fatela Jordan, 1939
  - Utetheisa elata fatua Heyn, 1906
- Utetheisa galapagensis (Wallengren, 1860)
- Utetheisa henrii Roque-Albelo & Landry, 2009
- Utetheisa lactea (Butler, 1884)
  - Utetheisa lactea aldabrensis T. B. Fletcher, 1910
- Utetheisa lotrix (Cramer, [1777])
- Utetheisa maddisoni Robinson & Robinson, 1980
- Utetheisa ornatrix (Linnaeus, 1758)
- Utetheisa pectinata
- Utetheisa perryi Hayes, 1975
- Utetheisa pulchella (Linnaeus, 1758)
- Utetheisa pulchelloides Hampson, 1907
- Utetheisa salomonis
- Utetheisa semara Moore, 1860
- Utetheisa sumatrana Rothschild, 1910

Подрод Atasca
- Utetheisa aegrotum (Swinhoe, 1892)
- Utetheisa albilinea De Vos, 2007
- Utetheisa amboina De Vos, 2007
- Utetheisa amosa (Swinhoe, 1903)
- Utetheisa ampatica De Vos, 2007
- Utetheisa aruensis De Vos, 2007
- Utetheisa bouruana (Swinhoe, 1917)
- Utetheisa ceramensis De Vos, 2007
- Utetheisa externa (Swinhoe, 1917)
- Utetheisa frosti (Prout, 1918)
- Utetheisa pellex (Linnaeus, 1758)
- Utetheisa separata (Walker, 1864)
- Utetheisa watubela De Vos, 2007

Подрод Raanya
- Utetheisa albipuncta (Druce, 1888)
  - Utetheisa albipuncta zoilides (Prout, 1920)

Подрод Pitasila
- Utetheisa assamica De Vos, 2007
- Utetheisa abraxoides (Walker, 1862)
- Utetheisa balinensis De Vos, 2007
- Utetheisa disrupta (Butler, 1887)
  - Utetheisa disrupta burica (Holland, 1900)
- Utetheisa distincta (Swinhoe, 1903)
- Utetheisa inconstans (Butler, 1880)
- Utetheisa flavothoracica De Vos, 2007
- Utetheisa fractifascia (Wileman, 1911)
- Utetheisa guttulosa (Walker, 1864)
- Utetheisa latifascia (Hopffer, 1874)
- Utetheisa leucospilota (Moore, 1877)
- Utetheisa limbata (Roepke, 1949)
- Utetheisa mendax De Vos, 2007
- Utetheisa nivea De Vos, 2007
- Utetheisa pala (Röber, 1891)
- Utetheisa selecta (Walker, 1854)
- Utetheisa specularis (Walker, 1856)
  - Utetheisa specularis extendens De Vos, 2007
  - Utetheisa specularis oroya (Swinhoe, 1903)
- Utetheisa timorensis (Roepke, 1954)
- Utetheisa transiens (Jurriaanse & Lindemans, 1919)
- Utetheisa vandenberghi (Nieuwenhuis, 1948)
- Utetheisa varians (Walker, 1854)
- Utetheisa variolosa (Felder & Rogenhofer, [1869] 1874)
- Utetheisa vollenhovii (Snellen, 1890)
- Utetheisa witti De Vos, 2007
- Utetheisa ypsilon De Vos, 2007